# Bunea Mare, Timiș
Bunea Mare (1924: Bunea Română) este un sat ce aparține orașului Făget din județul Timiș, Banat, România.

## Legături externe

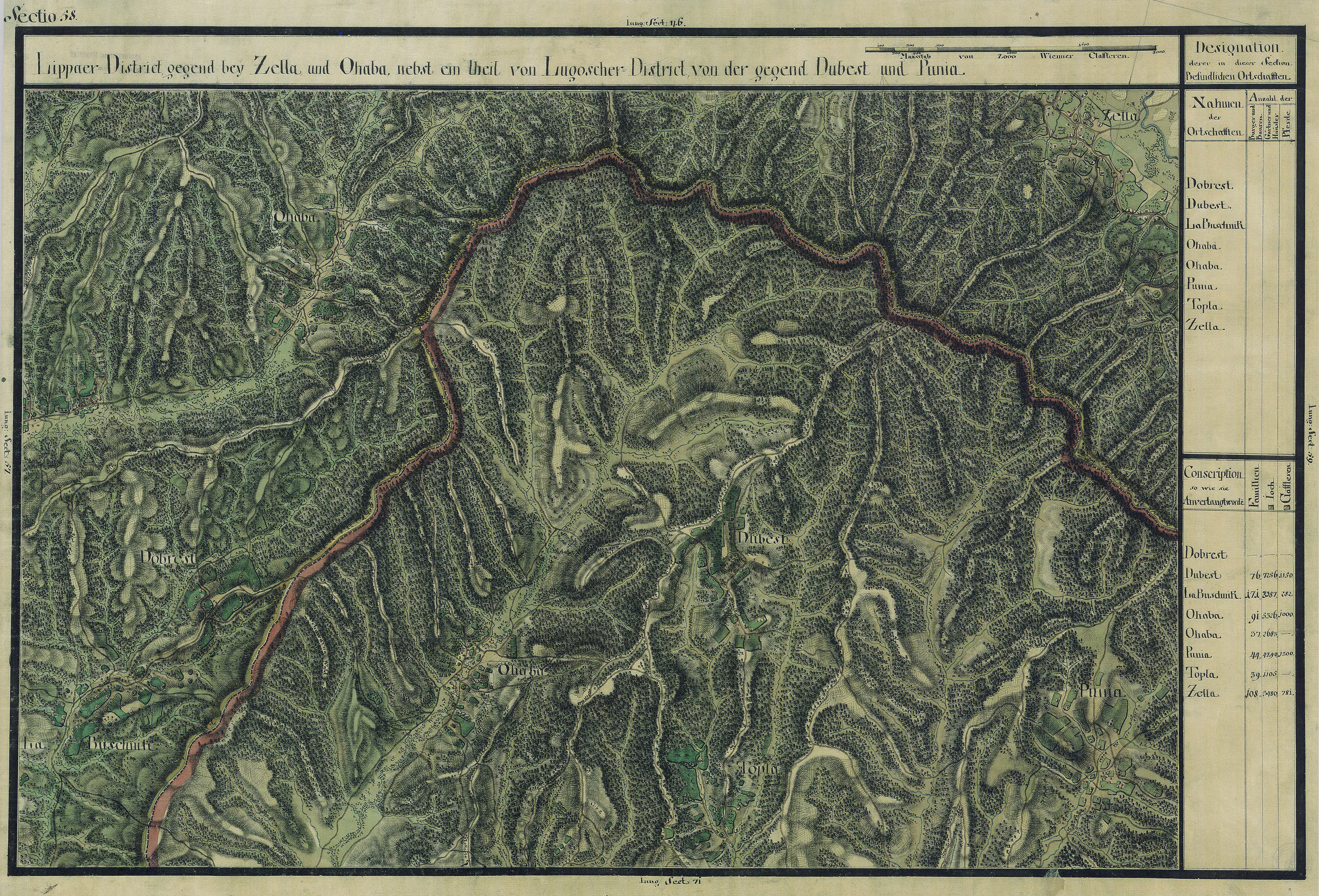
Bunea Mare în Harta Iosefină a Banatului, 1769-72